# Ostreidae
Ostreidae este o familie de moluște bivalve, numite și stridii. Cele mai multe specii comestibile de stridii sunt în această familie.

## Genuri și specii
- Alectryonella Sacco, 1897
- Anomiostrea Habe & Kosuge, 1966
- Booneostrea Harry, 1985
- Crassostrea (Sacco, 1897)
  - C. angulata (Lamarck 1819)
  - C. ariakensis (Fujita, 1913)
  - C. chilensis (Philippi, 1845)
  - C. columbiensis (Hanley, 1846)
  - C. corteziensis (Hertlein, 1951)
  - C. gasar
  - C. gigas (Thunberg, 1793)
  - C. glomerata (Gould, 1850)
  - C. iredalei (Sacco, 1932)
  - C. rhizophorae Guilding
  - C. virginica (Gmelin, 1791)
- Cryptostrea (Harry, 1985)

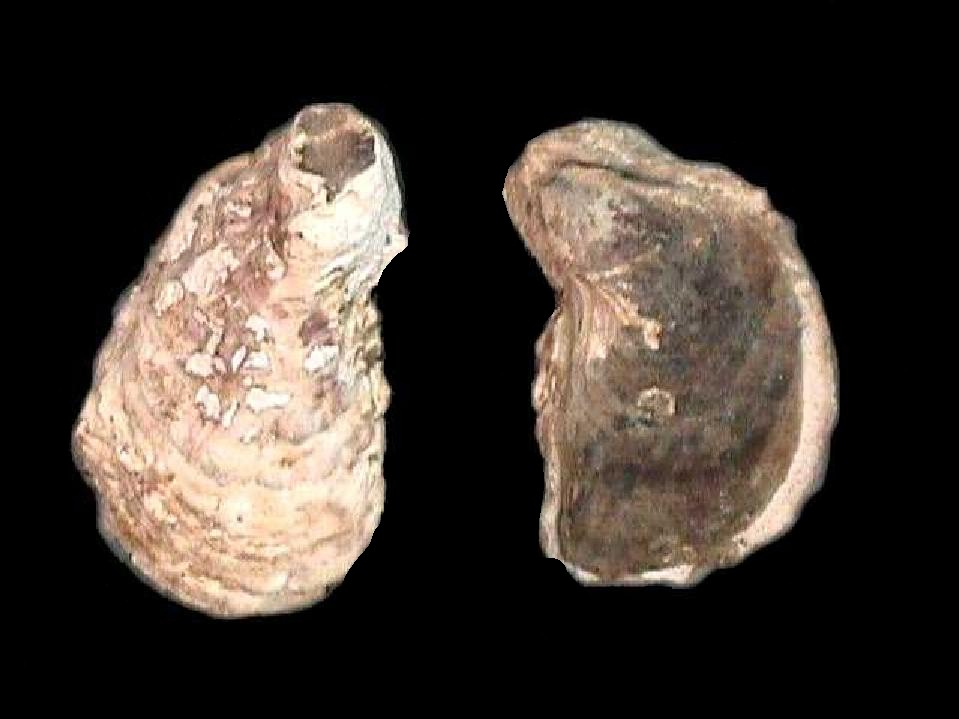
Crassostrea rhizophorae

  - C. permollis (G. B. Sowerby II, 1871)
- Dendostrea (Swainson, 1835)
  - D. frons (Linnaeus, 1758)
- Hyotissa
- Lopha (Roding, 1798)
  - L. cristagalli (Linnaeus)
  - L. frons (Linnaeus, 1758)
- Nanostrea Harry, 1985
- Ostrea (Linnaeus, 1758)
- Planostrea Harry, 1985
- Pretostrea
- Pustulostrea Harry, 1985
- Saccostrea Dollfus & Dautzenberg, 1920
  - S. glomerata (Iredale and Roughley, 1933)
  - S. cuccullata
- Striostrea Vialov, 1936
- Talonostrea Li & Qi, 1994
- Teskeyostrea (Harry, 1985)
  - T. weberi (Olsson, 1951)
- Tiostrea
  - T. chilensis
  - T. margariacea
- Undulostrea Harry, 1985 [2]